# Paracetamol
Paracetamol (systematiskt namn: N(4-hydroxifenyl)acetamid) är ett febernedsättande (antipyretikum) och smärtstillande (analgetikum) läkemedel som i Sverige bland annat säljs receptfritt under varunamnen Alvedon, Panodil med flera.
Vid föreskriven användning är det ovanligt med biverkningar. Redan drygt dubbla maximala dagsdosen kan dock ge svåra leverskador, särskilt tillsammans med alkohol, och ett försäljningsstopp för paracetamolpreparat i tablettform i svenska matbutiker trädde i kraft i november 2015.

## Effekt
Paracetamol är smärtlindrande och febernedsättande. Preparaten används vanligen vid huvudvärk, tandvärk, mot feber vid förkylningssjukdomar, menstruationssmärtor, muskelsmärtor, reumatiska smärtor och hyperpyrexi.
Den exakta verkningsmekanismen för den smärtstillande effekten hos paracetamol är inte känd i detalj, men man tror att dess huvudsakliga verkan hänger samman med molekylens förmåga att fånga upp och oskadliggöra fria OH-- och O--radikaler som bildas vid till exempel en vävnadsskada. Andra hypoteser om paracetamolets verkningsmekanism är via cannabinoidsystemet, via serotonin, via hämning av den tänkta COX-3 och via TRPV1.
Dess febernedsättande effekt beror på att molekylen påverkar värmereglerande centra i centrala nervsystemet (CNS), varvid värmeavgivningen ökar.

### Ländryggsmärta
Paracetamol rekommenderas allmänt av auktoriteter inom sjukvården, både i Sverige och utomlands, som ett effektivt medel mot smärtor i nedre ryggpartiet som bland annat ryggskott . Vissa studier har väckt frågor om paracetamols effekt vid denna typ av smärta. En studie i The Lancet upptäckte ingen signifikant skillnad för ländsmärtor gällande tillfrisknande, smärtnivå, sömnkvalitet, funktionalitet eller livskvalitet mellan de patienter som fick paracetamol och de som fick placebo; detta till skillnad mot rapporten i Annals of Internal Medicine, som var en sammanställning av flera studier av preparatets effekt, där man fann tydliga belägg för detta. Studierna var dock inga dubbelblinda studier (det vill säga varken läkarna, eller försökspersonerna, var medvetna om försökspersonerna gavs placebo eller paracetamol).

## Tillgänglighet
Paracetamol finns bland annat tillgänglig i beredningsformerna tabletter, brustabletter, oral lösning, suppositorium samt som intravenös eller intramuskulär injektion. Rekommenderad maximal dos för paracetamol är 4 gram per dygn. Högre dos än den rekommenderade medför inte någon ökning av den analgetiska effekten, däremot en risk för mycket allvarliga leverskador. Redan drygt dubbel rekommenderad maximal dygnsdos ger leverskador, som i vissa fall kan kräva livslång behandling.

### Sverige
Paracetamol lanserades 1958 i Sverige under varunamnet Alvedon. Den stora ökningen av rapporterade förgiftningsfall i Sverige har lett till ett stopp för allmän försäljning av paracetamolpreparat i tablettform i svenska matbutiker. Stoppet, som beslutades av Läkemedelsverket i april 2015, trädde i kraft november samma år.

## Metabolism

Metaboliskt förlopp

Högre doser än 10 gram medför risk för allvarlig leverskada eftersom det då bildas giftiga metaboliter. Vid rekommenderad dos metaboliseras merparten av läkemedlet genom konjugering med glukuronsyra och sulfat. Det vattenlösliga syrakomplexet utsöndras sedan i urinen. Vid högre doser blir systemet mättat och en större del av läkemedlet metaboliseras istället av enzymsystemet cytokrom P450 (CYP2E1 och CYP3A4). Därigenom oxideras paracetamol och omvandlas till en reaktiv intermediärmetabolit, N-acetyl-p-bensokinon-imin (NAPQI). Under normala förhållanden konjugeras NAPQI med glutation men vid en överdos tar leverns förråd av glutation slut med leverskador till följd. Vid långvarig hög konsumtion av etanol ökar mängden CYP2E1 och paracetamol blir toxiskt redan i lägre doser.
Som antidot (motgift) vid överdosering av paracetamol används acetylcystein, ofta intravenöst. Acetylcysteinets verkan mot överdosering av paracetamol beror på att läkemedlet ökar bildandet av glutation i levern. Man kan även ge läkemedel som stimulerar konjugationsreaktionerna, till exempel metionin eller cysteamin.

## Läkemedlets toxicitet
Toxisk (giftig) dos för vuxna är ca 140 mg per kg kroppsvikt, det vill säga 9,8 gram för en människa på 70 kg. Detta kan jämföras med den maximala dagsdosen som är 4 gram. Toxisk dos till barn är cirka 175 mg/kg.
Vissa studier tyder på att regelbundet intag av alkohol under längre tid (till exempel vid alkoholism) potentierar paracetamols hepatotoxiska effekt väsentligen, andra studier finner inte det sambandet.
Kliniska tecken på leverskadan märks först efter ett par dygn och kulminerar vanligen efter 4–6 dygn. Vid paracetamolförgiftning kan acetylcystein användas som antidot, men det måste ges så tidigt som möjligt innan leverns nedbrytning har hunnit gå för långt. Acetylcystein verkar genom att tillhandahålla kroppen sulfhydrylgrupper som kan konjugeras med NAPQI. 
Paracetamol är starkt giftigt för katter eftersom de saknar det enzym, glukuronyltransferas, som människor använder för att konjugera läkemedlet med glukuronsyra.

## Jämförelse med NSAID
Paracetamol har ingen antiinflammatorisk aktivitet, till skillnad från läkemedel tillhörande gruppen NSAID (såsom acetylsalicylsyra, ibuprofen och diklofenak), och paracetamol anses därför inte tillhöra gruppen NSAID (icke-steroida antiinflammatoriska medel).  

### Biverkningar
I rekommenderad dos påverkar paracetamol inte magslemhinnan, blodkoagulationen eller njurarna som NSAID kan göra.
Paracetamol påverkar ej stängningen av ductus arteriosus som NSAID kan göra. Barn kan använda paracetamol vid feber utan risk för Reyes syndrom, en risk som finns med acetylsalicylsyra.

### Risker för gravida
Enligt en dansk studie som publicerades år 2010, så kan långvarigt intag (över fyra veckor) av paracetamol under första och andra trimestern av graviditeten leda till en ökad risk för missbildade könsorgan hos pojkfoster. Då erfarenheterna av att använda paracetamol är stora och ingen annan forskargrupp har bekräftat sambandet antar vissa att sambandet är slumpbetingat.
Normal dos av paracetamol anses ofarligt för gravida kvinnor och har inte visats ge någon högre andel missbildningar hos fostren. Paracetamol kan användas vid graviditet och amning. Visserligen går lite av ämnet ut i modersmjölken men vid normal användning är det för lite för att påverka barnet.

## Namn
Paracetamol är den aktiva substansen i läkemedel med handelsnamn som Alvedon, Panodil, Pamol med fler.
I vissa länder, bland annat USA, kallas paracetamol för acetaminophen. Namnen paracetamol och acetaminophen är två olika förkortningar av samma kemiska namn: N-acetyl-para-aminophenol, vilket ibland forkortas till "APAP" i vissa vårddokument. Ett vanligt handelsnamn för paracetamol i USA är Tylenol.
Det finns även flera receptbelagda kombinationspreparat som innehåller paracetamol och andra verksamma medel. Citodon och Panocod är två exempel på läkemedel som båda innehåller en kombination av paracetamol och kodein.